# Jorge Cordero
Jorge Baltazar Cordero Aróstegui (Ica, Perú, 6 de enero de 1962) es un exfutbolista peruano que jugaba como mediocampista. Destacó en Unión Huaral, club del cual es uno de los jugadores más histórico en la época dorada del club. Además, se desempeñó en Alianza Lima, Gimnasia y Esgrima de la Plata en Argentina, Defensor Lima, entre otros.
En 1989 obtuvo el título de la Primera División con Unión Huaral, integrando un plantel donde destacaban Ernesto Aguirre, Carlos Cáceda, Pedro Paredes, José Muñoz y Domingo Farfán. Un año después hace una buena presentación en Libertadores, lo que le valió para ser contratado Gimnasia y Esgrima de la Plata ese mismo año.
Integró la nómina de la Selección de fútbol de Perú para la Copa América de 1991.

## Clubes

### Como futbolista
| Club                           | País      | Año       |
| ------------------------------ | --------- | --------- |
| Barcelona de Surquillo         | Perú      | 1983      |
| Alianza Lima                   | Perú      | 1984-1985 |
| Juventud La Joya               | Perú      | 1986      |
| Unión Huaral                   | Perú      | 1987-1990 |
| Gimnasia y Esgrima de la Plata | Argentina | 1990-1991 |
| Alianza Lima                   | Perú      | 1991      |
| Defensor Lima                  | Perú      | 1992      |
| Unión Huaral                   | Perú      | 1993      |
| Deportivo Sipesa               | Perú      | 1994      |
| Sport Boys                     | Perú      | 1995      |
| La Loretana                    | Perú      | 1996-1997 |
| Unión Huaral                   | Perú      | 1998-1999 |

### Como entrenador
| Equipo                    | País | Año  | PD | PG | PE | PP | Rendimiento |
| ------------------------- | ---- | ---- | -- | -- | -- | -- | ----------- |
| Sport Huancayo (Interino) | Perú | 2012 | 6  | 3  | 2  | 1  | 72.22%      |

## Palmarés

### Campeonatos nacionales
| Título           | Club         | País | Año  |
| ---------------- | ------------ | ---- | ---- |
| Primera División | Unión Huaral | Perú | 1989 |